# 러시아 농업부
러시아 연방 농업부(러시아어: Министерство сельского хозяйства Российской Федерации)는 러시아 연방에 있는 농업업무를 담당하는 정부 기관의 하나이다.

## 같이 보기
- 소련의 농업